# لين لوند هوي كارلسن
لين لوند هوي كارلسن (بالدنماركية: Lene Lund Høy Karlsen)‏ مواليد 8 يونيو 1979، هي لاعبة كرة يد دانمركية سابقة. مثلت منتخب الدنمارك لكرة اليد للسيدات في 94 مباراة.

## روابط خارجية
- لين لوند هوي كارلسن على موقع الاتحاد الأوروبي لكرة اليد (الإنجليزية)